# 카이사레아의 아레타스
카이사레아의 아레타스(그리스어: Ἀρέθας, 서기 860년경 출생)는 10세기 초 카파도키아 지방에 있는 카이사레아 마자카 (오늘날 터키 카이세리)의 대주교였으며, 그리스 정교회의 가장 학술적으로 뛰어난 신학자 중 한 명으로 꼽힌다. 그의 주해를 포함하여 그가 저술한 코덱스들은 플라톤의 저서들과 마르쿠스 아우렐리우스의 '명상록' 등을 포함하여 많은 고대 사료들을 보전하는 데 기여하였다.

## 생애
아레타스는 파트라이 (오늘날 그리스)에서 태어났다. 그는 포티오스의 제자였다. 그는 콘스탄티노폴리스 대학교에서 수학했다. 그는 900년경에 파트라의 부제가 되었고 903년에 콘스탄티노폴리스의 니콜라스에 의해 카이사레아의 대주교가 되었다. 그는 궁정 정치에 깊이 관련되었으며, 먼저 결혼한 아내 세 명이 죽고 후계자가 없었던 황제 레온 6세가 네 번째 혼인을 시도하였을 때 일어난 논쟁에서 주요 인물이었다. 학자로서 아레타스의 명성에도 불구하고, Jenkins는 인물 됨에 있어서는 높이 평가하지 않았다. 이 논쟁의 세부 사항에 대하여 다시 검토하게 되면서, 아레타스는 "...쪼잔하며, 성품이 나쁘고... 병적으로 야망이 넘치는 데다가 몹시 부도덕하다..."라고 묘사된다.

## 활동

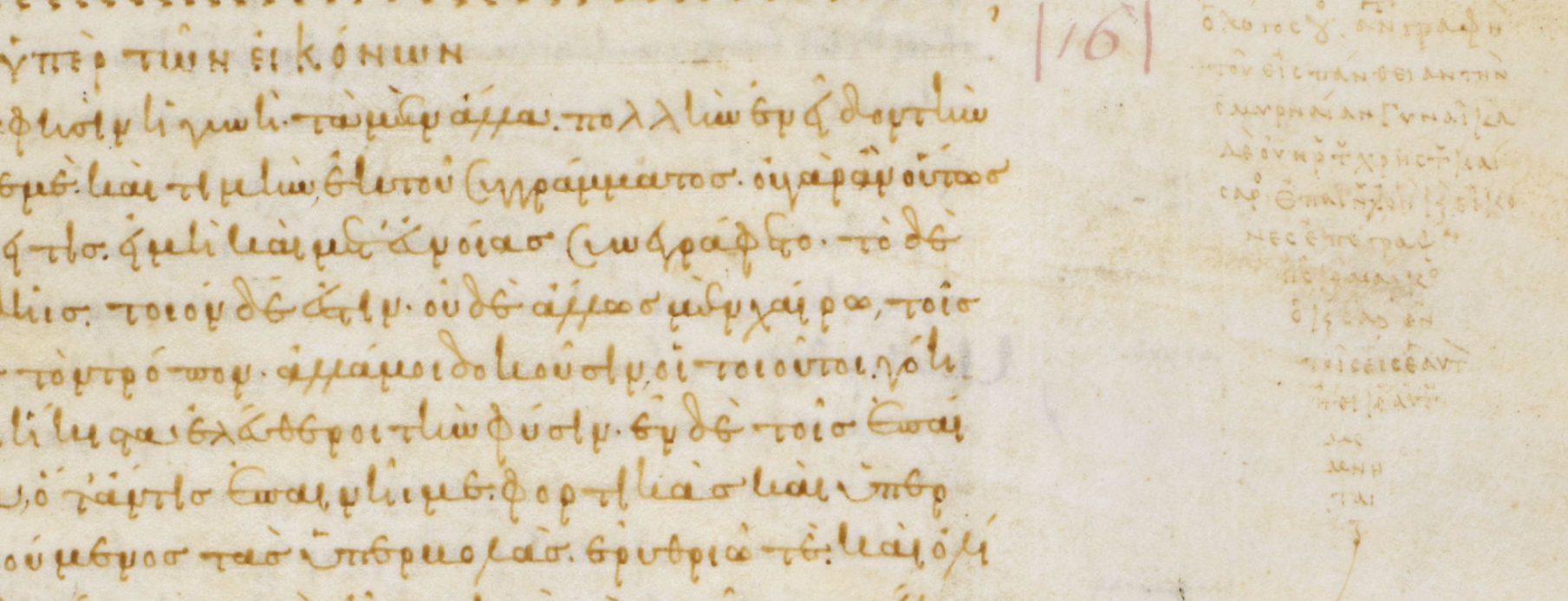
Harley MS 5694에서 사모스타의 루키아노스에 대한 아레타스의 주해이며, 마르쿠스 아우렐리우스의 '명상록'을 언급하고 있다. 그의 주해는 명상록에 관한 가장 초기의 직접적인 언급이다.

그는 묵시에 대한 그리스어 주해 (난외 주해)의 편찬자였으며, 이 활동에 있어서 그는 전임자인 카이사레아의 안드레아의 유사한 작업물을 많이 이용하였다. 알베르트 에르하르트는 아레타스가 그 외 경전에 관한 주해를 썼다는 의견에 동의하는 편이었다. 앞에서 언급된 안드레아에서 봤듯이, 초기 기독교 문헌에 대한 그의 관심으로, '아레타스 코덱스'를 통해 거의 모든 니케아 공의회 이전 그리스의 기독교 변증학자들의 문헌들이 상당량 전해졌다. 이 필사본은 11세기부터 14세기에 걸쳐 이탈리아 필경사들이 복사하였고 프랑수아 1세 시절로 추정되는 시기에 마침내 파리에 전해졌다. 1682년 프랑스 왕실 보관소에서 2271번이라는 보관 번호가 부여되었고 현재에는 'Parisinus graecus' 451이다. 1532년 베로나에서 오이쿠메니오스인 '카테나'의 부록으로서 초판되었다. 피렌체의 '스트로마타' 필사본 역시도 아레타스에서 비롯한 것으로 추정된다.
그는 플라톤과 루키아노스에 대한 주해자로도 알려져 있으며, 파트모스에서 런던으로 전해진 플라톤의 유명한 문서 (Codex Oxoniensis Clarkianus 39)은 아레타스의 지시에 따라 필사된 것이었다. 에우클레이데스, 수사학자 아일리우스 아리스티데스, 디온 크리소스토모스 등 다른 중요 그리스어 문서들 역시도 그에게서 비롯한 것이었다. 카를 크룸바허는 고대 그리스 문헌과 기독교 신학의 사료들에 대한 그의 애착심을 강조하였다.
아레타스의 주해에는 로마 황제 마르쿠스 아우렐리우스가 쓴 '명상록'(서기 175년경 집필)에 대한 알려진 것 가장 오래된 언급 사항을 담고 있다. 아레타스는 비잔티움 황제 레온 6세에게 보내는 서신과 루키아노스 및 디온 크리소스토모스에 대한 주해에서 명상록을 높이 평가하고 있음을 인정하였다. 아레타스는 '명상록'을 다시 공개적 영역으로 끌어내는 데 기여하였다.
19세기까지, 학자들은 서기 540년경 묵시에 대한 자료를 남겼고, 카이사레아의 대주교이기도 했던 더 초기의 아레타스가 있었을 것으로 생각했다. 오늘날 학자들은 이 추정이 부정확하며, 아레타스는 단 한 명이라고 여긴다.

## 참고 문헌
- Jenkins, Romilly (1987). 《Byzantium: The Imperial Centuries AD 610–1071》. Canada: University of Toronto Press. 219–229쪽.
- Novotny, Frantisek (1977). 《The Posthumous Life of Plato》. The Hague: Springer Science & Business Media, Dec 6, 2012.

- 본 문서에는 현재 퍼블릭 도메인에 속한 1913년 가톨릭 백과사전의 내용을 기초로 작성된 내용이 포함되어 있습니다.